# Atén (Bolivia)
Atén, originalmente San Antonio de Atén, es una localidad de Bolivia, ubicada en los valles subandinos del oeste del país. Administrativamente forma parte del municipio de Apolo de la provincia de Franz Tamayo, en la parte norte del departamento de La Paz.
El pueblo está a una altitud de 1.455 m, 170 kilómetros en línea recta al norte de la sede del gobierno boliviano, La Paz, y 110 kilómetros al noreste del lago Titicaca.
La Fiesta de la Santísima Trinidad celebrada en el lugar denominado Ichupata cerca de Atén es una de las fiestas religiosas más antiguas del municipio de Apolo.

## Historia
Los primeros habitantes de este lugar fueron los indígenas lecos.
El ingreso de los conquistadores españoles a la zona se inició en 1536, pocos años después de la caída de captura de Atahualpa, con una primera expedición militar, a la que le siguieron otras ocho, en busca de El Dorado o Paitití, aprovechando la infraestructura vial establecida por los incas. Debido a los fracasos de ocupación militar y la búsqueda inicial de ciudades y reinos de
maravilla, prosiguió la entrada a la región de sacerdotes. A partir de 1564 se realizaron diversas entradas con fines evangelizadores, si bien la fundación de los pueblos y misiones fue un proceso más largo y complejo, ya que la mayoría de ellas se fundaron varias veces.
La comunidad fue fundada por primera vez el 13 de junio de 1699, con el nombre de San Antonio de Atenas, aunque poco después desapareció debido a epidemias. Más tarde, Atén fue restaurada en el año 1736 por el misionero franciscano Antonio Verrio, y fue parte de las misiones conocidas como Misiones de Apolobamba. Fue repoblada con la etnia leco en 1756 y probablemente con tacanas, estando de misionero en Apolobamba el fray Pedro Durán. En un informe del coronel Diego de Oblitas, fechado en 15 de octubre de 1766, mencionó que la misión se componía de 96 familias, que hacen 380 habitantes.
A mediados del siglo XIX, Atén fue un centro de actividad quinera y gomera, que por su ubicación geográfica, se convirtió en el centro de acopio de estos productos, por encontrarse entre Apolo y zonas de región sur.

## Geografía
Atén se encuentra entre la cadena andina oriental de la Cordillera Real y la cadena preandina de la Serranía del Beu.
La región tiene un clima muy equilibrado en cuanto a temperatura, donde la temperatura promedio es de alrededor de 20 °C, las temperaturas medias mensuales varían entre 21 °C de octubre a marzo y casi 19 °C en junio y julio. El promedio a largo plazo de la precipitación anual es de alrededor de 1350 mm, la estación seca corta en junio y julio con una precipitación mensual inferior a 35 mm hay un tiempo de humedad extendido con hasta 200 mm en comparación con diciembre y enero.

## Transporte
Atén se encuentra a 451 kilómetros por carretera al norte de La Paz, la capital del departamento homónimo.
Desde La Paz, la ruta nacional asfaltada Ruta 2 recorre 70 kilómetros en dirección noroeste hasta Huarina, desde donde se bifurca hacia el norte la Ruta 16, que llega a Escoma después de 98 kilómetros y continúa como asfaltada otros 250 kilómetros por Charazani hasta llegar a Apolo. En Apolo, la Ruta 26 se bifurca hacia el sur y va a Caranavi, pasando por Atén y Mapiri.

## Demografía
La población de la localidad ha cambiado solo ligeramente en las últimas dos décadas:
| Año  | Habitantes | Fuente |
| ---- | ---------- | ------ |
| 1992 | 341        | Censo  |
| 2001 | 371        | Censo  |
| 2012 | 351        | Censo  |